# توزینگه
توزینگه (به صربی: Tuzinje) یک منطقهٔ مسکونی در صربستان است که در سینیتسا واقع شده‌است. توزینگه ۲۰۴ نفر جمعیت دارد.